# Königsseegurke
Die Königsseegurke (Stichopus regalis) ist eine in der Karibik, im Golf von Mexiko, im östlichen Atlantik, von der Westküste Irlands bis zu den Kanaren, sowie im westlichen Mittelmeer verbreitete Seegurke. Im südlichen Mittelmeer ist sie selten und fehlt wahrscheinlich im östlichen. Sie lebt in Tiefen von 5 bis 800 Metern auf Weichböden und auf Kalkrotalgen-Böden und ernährt sich von Detritus.

## Merkmale
Die Königsseegurke wird bei einem maximalen Durchmesser von 7 Zentimetern bis zu 35 Zentimeter lang, ihr Körper ist abgeflacht. An der Unterseite hat sie drei Reihen von Saugfüßchen, die Oberseite ist mit Warzen und Höckern bedeckt. Die Oberseite ist rötlich-braun oder gelblich mit kleinen weißen Flecken an den Seiten, die Unterseite ist in der Mitte rot, an den Rändern braun. Die Königsseegurke hat keine Cuvierschen Schläuche. Bei Gefahr kann sie ihre Eingeweide ausstoßen, welche innerhalb von zwei bis drei Wochen regeneriert werden.

## Ökologie
In den Wasserlungen der Tiere setzt sich oft der Eingeweidefisch Carapus acus fest. Wie diese Beziehung einzuordnen ist, ob als Kommensalismus oder Parasitismus, ist ungeklärt. Im Magen von Eingeweidefischen wurden kleine planktische Krebstiere gefunden, allerdings kann nicht ausgeschlossen werden, dass auch die Wasserlunge der Königsseegurke von den Fischen angefressen wird.

## Nutzung
Die fünf Längsmuskeln der Königsseegurke werden in Katalonien als teure Delikatesse gegessen (im Jahr 2003 kostete eine Portion 18 bis 40 €). Durch die intensivierte wirtschaftliche Nutzung soll die Zahl der Königsseegurken bereits merklich von früher deutlich über 40 Exemplaren pro Fang auf deutlich unter 20 gesunken sein.

## Weblink
- Parastichopus regalis in der Roten Liste gefährdeter Arten der IUCN 2013.2. Eingestellt von: Mercier, A. & Hamel, J.-F., 2010. Abgerufen am 12. Februar  2014.